# Polyscias joskei
Polyscias joskei är en araliaväxtart som beskrevs av Gibbs. Polyscias joskei ingår i släktet Polyscias och familjen Araliaceae. Inga underarter finns listade.